# بمب‌افکن سبک تک‌موتوره گونه ۹۳
بمب‌افکن سبک تک‌موتوره گونه ۹۳ (به ژاپنی: 九三式単軽爆撃機) یک دوباله تک‌موتوره دوسرنشین ساخت شرکت کاواساکی در امپراتوری ژاپن بود که نخستین پرواز خود را سال ۱۹۳۳ انجام داد. این هواگرد از سال ۱۹۳۵ برای مدتی در نیروی هوایی نیروی زمینی امپراتوری ژاپن خدمت کرد.

## طراحی و توسعه
نیروی زمینی امپراتوری ژاپن سال ۱۹۳۲ سفارشی برای تولید یک بمب‌افکن سبک تک‌موتوره با هدایت‌پذیری خوب در پشتیبانی از نیروهای زمینی، به شرکت کاواساکی داد. کار بر روی هواگرد جدید به رهبری ریشارت فوگت، مهندس آلمانی و دوی تاکئو، طراح ارشد ژاپنی بی‌درنگ آغاز شد. نخستین پیش‌نمونه ماه آوریل سال ۱۹۳۳ تکمیل شد.
هواگرد پیکربندی دوباله تک‌موتوره و ساختی تمام‌فلزی با پوشش فلزی و پارچه‌ای داشت. دو سرشین در اتاقک سر باز می‌نشستند. نیرومحرکه را یک موتور ب‌ام‌و ۹ سوپرشارژ با توان ۸۰۰ اسب بخار تأمین می‌کرد که با مجوز توسط کاواساکی تولید می‌شد. یک رادیاتور بیضوی با پره‌های قال‌کنترل جلوی موتور بود اما عملکرد ضعیفی داشت و بعداً به جایگاه مرسوم زیر موتور منتقل شد. یک مسلسل ثابت ۷٫۷ میلی‌متری روی بدنه رو به جلو و یک مسلسل ۷٫۷ میلی‌متری تک یا جفت متحرک پشت بدنه بود. هواگرد می‌توانست ۵۰۰ کیلوگرم بمب حمل کند. دو پیش‌نمونه دیگر هم تولید شد.
هواگرد مورد ارزیابی نیروی زمینی قرار گرفت و ماه اوت سال ۱۹۳۳ با عنوان «بمب‌افکن سبک تک‌موتوره گونه ۹۳» (عنوان کوتاه‌شده کی-۳) به خدمت پذیرفته شد.
تولید انبوه از ماه ژانویه سال ۱۹۳۴ آغاز شد. مجموعاً ۲۴۳ فروند از خط تولید خارج شد که ۴۳ فروند از آن مربوط به کارخانه تاچیکاوا بود.

## تاریخچه عملیاتی
بمب‌افکن سبک تک‌موتوره گونه ۹۳ از سال ۱۹۳۵، به عنوان جایگزین بمب‌افکن سبک گونه ۸۸، تحویل یگان‌های عملیاتی در چین و منچوری شد. از آن در ماموریت‌های تاکتیکی شامل بمباران، شناسایی و حمل بار سبک استفاده می‌شد. هواگرد همواره درگیر مشکلات موتور بود که هیچگاه حل نشد. بدین شکل پس از یک دوره عملیاتی نسبتاً کوتاه، تولید آن ماه مارس سال ۱۹۳۵ متوقف شد.

## مشخصات فنی
مشخصات عمومی
- خدمه': ۲ نفر
- طول: ۱۰ متر
- پهنای بال: ۱۳ متر
- ارتفاع: ۳ متر
- مساحت بال: ۳۸ متر مربع
- زاویه بال‌ها رو به عقب: ۲ درجه
- وزن خالی: ۱٬۶۵۰ کیلوگرم
- وزن ناخالص: ۳٬۱۰۰ کیلوگرم
- بار بر بال: ۸۱٫۶ کیلوگرم
- نیرومحرکه: ۱ × موتور وی‌شکل ۱۲ سیلندر سوپرشارژ بی‌ام‌و ۹ خنک‌شونده با آب: ۸۰۰ اسب بخار
- نسبت وزن به توان: ۴٫۱ کیلوگرم بر اسب بخار
- پیش‌ران: ملخ دو تیغه چوبی

عملکرد
- حداکثر سرعت: ۲۶۰ کیلومتر بر ساعت
- سرعت اوج‌گیری: ۳٬۰۰۰ در ۱۲ دقیقه
- سقف پروازی: ۷٬۰۰۰ متر

تسلیحات
- ۲ × مسلسل ۷٫۷ میلی‌متری، روی بدنه رو به جلو و دیگری متحرک پشت بدنه
- ۵۰۰ کیلوگرم بمب